# 西宮市立武庫川すずかけ作業所
西宮市立武庫川すずかけ作業所（にしのみやしりつむこがわすずかけさぎょうしょ）は、西宮市にある公設民営方式の知的障害者通所授産施設である。運営は社会福祉法人一羊会が行っている。住所は兵庫県西宮市武庫川町4-1。当施設で開催している「すずかけ絵画クラブ」は、富塚純光や舛次崇など日本を代表するアウトサイダー・アートを制作する芸術家の制作拠点としてで知られる。

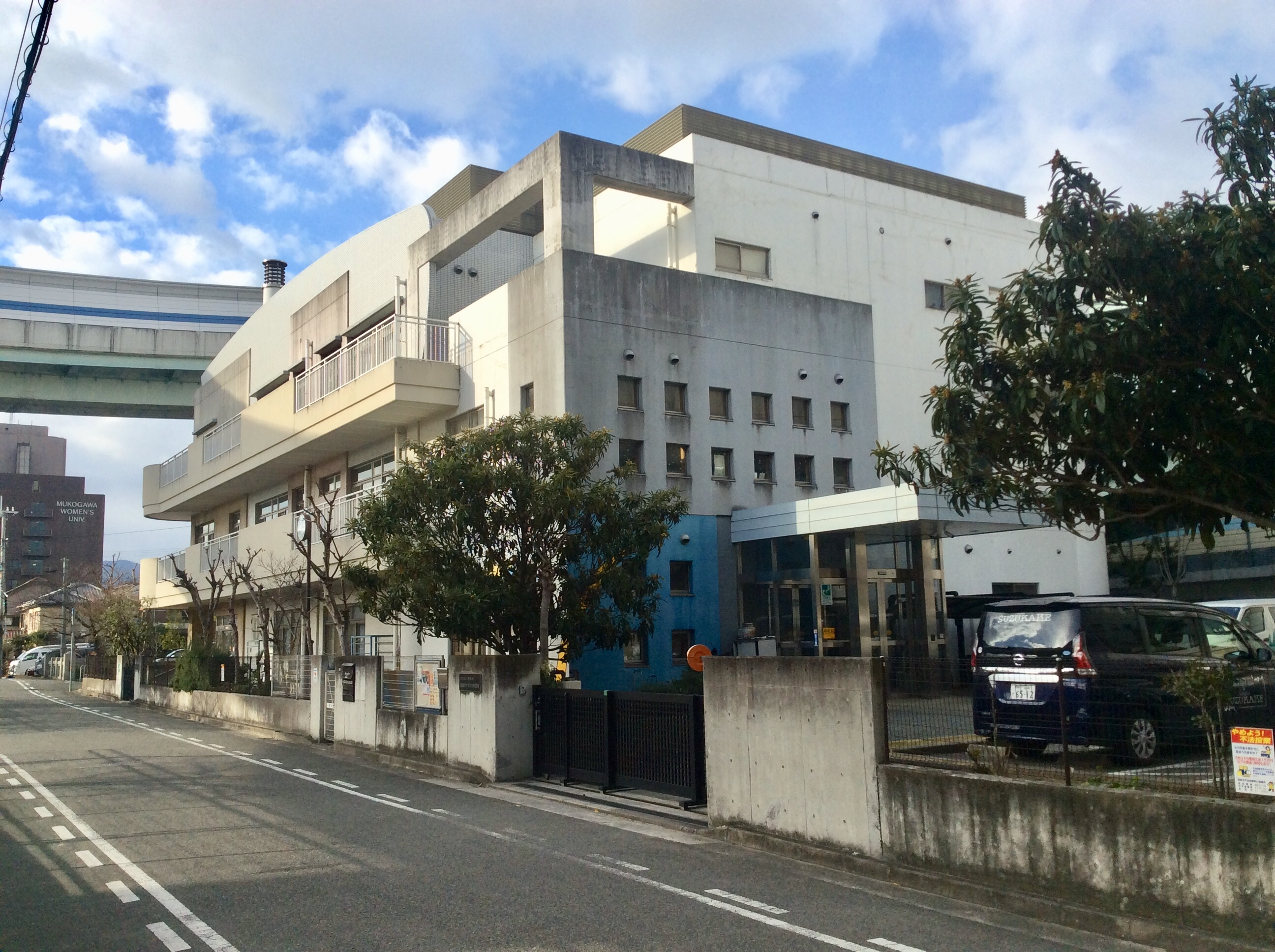
西宮市立武庫川すずかけ作業所

## 沿革
- 1997年4月　武庫川すずかけ作業所を定員50名にて設置。（設置者：西宮市・運営者：社会福祉法人 一羊会）
- 2005年4月　定員を60名に増員。

## 実施している障害福祉サービス事業
- 自立訓練（生活訓練）事業
- 生活介護事業
- 就労継続支援事業B型

## 授産作業内容
- 菓子製造：クッキー・ケーキの製造・製品の販売。
- 陶芸：個性を生かした陶器の作製。
- 軽作業：公園・ワンルームマンションの清掃。資源回収等の運搬作業。
- アトリエ：絵画の創作活動。[1][2]
- 喫茶：作業所内の喫茶店を営業。

### すずかけ絵画クラブ
すずかけ絵画クラブ（すずかけかいがクラブ）は、絵本作家でキュレーターとしても活動しているはたよしこ（秦芳子）が1991年から主催しているクラブである。月1回もしくは月2回開催。日本を代表するアウトサイダー・アート作家である富塚純光や舛次崇が活動していることで知られる。クラブの活動の記録は1998年、はた自身によって『風のうまれるところ』小学館にまとめられた。また、彼らの作品制作の様子は佐藤真が監督した1999年公開のドキュメンタリー映画、「まひるのほし」でも紹介された。
はたは子供向け絵画教室を行っていた関係で、児童画展をよく観覧していた。その折1987年、大阪市民ギャラリーでの展覧会で展示されていたある養護学校に所属する知的障碍児の常識にとらわれない絵に感銘を受け、自分もこのような絵画の支援に携わりたいとさまざまな障碍者施設に絵画クラブ開設を持ちかけたところ、すずかけ作業所が受入れてくれ、ボランティアの立場で絵画クラブがスタートした。はたは基本、通所者に絵を描くきっかけを与えるだけでテクニックなどの指導をしないことを心掛けているという。

#### 参加する作家
富塚純光
富塚 純光（とみづか よしみつ、1958年 - ）は、兵庫県西宮市生まれ、兵庫県在住。青年生活訓練学級を卒業後、会社勤務。自らの過去を題材にして、そこに作り話を綯交ぜにした絵物語を描いている。普段から現在や過去、自分の経験したあらゆることをメモにし、それを題材にしてすずかけ絵画クラブにて大きな紙（英字新聞『ジャパンタイムズ』）に改めて描きなおすという工程で絵画制作を行っている。絵と絵の隙間にはその隙間を嫌うように墨で書かれた文字でびっしりと埋め尽くされ、書いた本人も解読できないほどだと言う。当初は事実のみを元に絵画を作っていたが、2002年頃からだんだんとフィクションを織り込む手法を取り入れるようになり（第一作品『青い山脈物語』）、その後完全に創作話のみの作品も生まれている。作品は2008年から2009年にかけて開催されたスイスのアール・ブリュット・コレクションにおける「JAPON」展に出品され、その後同コレクションに収蔵された。
舛次崇
舛次 崇（しゅうじ たかし、1974年 - ）は、兵庫県生まれ、兵庫県在住。ダウン症患者で、、養護学校卒業後、1992年からすずかけ作業所に入所後はミシン縫製の仕事の傍らすずかけ絵画クラブに参加している。当初はクレパスで、自らの贔屓球団である阪神タイガースのホーム球場である阪神甲子園球場のスコアボードや力士を題材にした絵ばかりを描いてきた。そこから2年後、たまたま近くにあった枯れた植木鉢を題材にした作品を描き始めてから、主に静物画を描いている。画面構成にとらわれず水彩紙やボール紙に下書きなしに描き始め、紙の端まで行くと絵も唐突に終るという描き方である。描画手法も独特で、まずパステルで大きく塊を描き、そこに消しゴムをかけて対象の輪郭になるように削り取っていく。作品は2008年から2009年にかけて開催されたスイスのアール・ブリュット・コレクションにおける「JAPON」展に出品されそのメインポスターを飾り、その後同コレクションに収蔵された。

## 周辺施設
- 阪神電鉄阪神本線・武庫川線　武庫川駅
- 阪神高速道路3号神戸線　武庫川出入口
- 兵庫医科大学
- 兵庫医科大学病院
- 武庫川女子大学